# Dendrolycosa sahyadriensis
Espèce
Dendrolycosa sahyadriensis est une espèce d'araignées aranéomorphes de la famille des Pisauridae.

## Distribution
Cette espèce est endémique du Karnataka en Inde,. Elle se rencontre dans la Mookambika Wildlife Sanctuary (en).

## Description
Le mâle holotype mesure 9,12 mm et la femelle paratype 17,03 mm.

## Systématique et taxinomie
Cette espèce a été décrite par Sudhin, Sen et Jäger en 2023.

## Étymologie
Son nom d'espèce, composé de sahyadri et du suffixe latin -ensis, « qui vit dans, qui habite », lui a été donné en référence au lieu de sa découverte, les Sahyadri.

## Publication originale
- Sudhin, Sen & Jäger, 2023 : « Taxonomic notes on the nursery-web spider genus Dendrolycosa Doleschall, 1859 (Araneae: Pisauridae) from India, with the description of a new species. » Zootaxa, no 5353(1), p. 67-74.